# HD 43629
HD 43629, TOI-880 — двойная звезда в созвездии Большого Пса на расстоянии приблизительно 196 световых лет (около 60 парсек) от Солнца. Визуальная звёздная величина звезды — +10,1m.
Вокруг звезды обращается, как минимум, одна планета.

## Характеристики
Первый компонент — жёлто-оранжевый карлик спектрального класса G5, или K3V. Масса — около 0,81 солнечной, радиус — около 0,8 солнечного, светимость — около 0,354 солнечной. Эффективная температура — около 5010 K.
Второй компонент — красный карлик спектрального класса M. Масса — около 0,224 солнечной. Удалён в среднем на 502 а.е..

## Планетная система
В 2024 году группой астрономов было объявлено об открытии планеты TOI-880 b.